# Premis YoGa 2014
Els 25è Premis YoGa foren concedits al "pitjoret" de la producció cinematogràfica de 2013 per Catacric la nit del 4 al 5 de febrer de 2014 "en un lloc cèntric de Barcelona" per un jurat anònim que ha tingut en compte les apreciacions, comentaris i suggeriments dels lectors de la seva web, de Facebook i de Twitter. A més, aprofitant el 25è aniversari dels "guardons", s'ha atorgat un premi especial a tres pel·lícules guanyadores d'edicions anteriors.

## Guardonats
| Secció           | Premi                   | Nom                                            | Guanyador                                                         |
| ---------------- | ----------------------- | ---------------------------------------------- | ----------------------------------------------------------------- |
| Cinema estranger | Pitjor pel·lícula       | "Jodí motors (a veces follo coches)"           | The Counselor                                                     |
| Cinema estranger | Pitjor director         | "El gran estafador americano"                  | David O. Russell, per La part positiva de les coses               |
| Cinema estranger | Pitjor actor            | "Ni Dios te perdona"                           | Ryan Gosling, per Only God forgives                               |
| Cinema estranger | Pitjor actriu           | "Quiero ser Carmen de Mairena"                 | Oprah Winfrey, per El majordom                                    |
| Cinema espanyol  | Pitjor pel·lícula       | "Come, vuela, mama"                            | Los amantes pasajeros                                             |
| Cinema espanyol  | Pitjor directora        | "Pues eso"                                     | Isabel Coixet, per Ayer no termina nunca                          |
| Cinema espanyol  | Pitjor aspirant a actor | "Send in the clowns to Guantánamo"             | Albert Serra i Juanola                                            |
| Cinema espanyol  | Pitjor actriu           | "Malamadre (las malas no te sientan tan bien)" | Belén Rueda, per Séptimo                                          |
| Especials        | Ja val, no?             | "Tu barba me suena"                            | Quim Gutiérrez, "per l'ús i abús del seu treball durant el 2013"  |
| Especials        | Governamental           | "Despreciar es fácil con los ojos cegados"     | Cristóbal Montoro, "pel seu 'desmesurat amor' al cinema espanyol" |
| Especials        | Uno de los nuestros     | "El asesino es el mayordomo"                   | Javier Ocaña                                                      |
| Especials        | 25 aniversari           | "No estaban muertos, estaban de parranda"      | The Blair Witch Project, Canción de cuna i La herida luminosa     |